# Pauline Bression
Pauline Bression, née le 2 novembre 1989 à Paris, est une actrice et danseuse française.
Elle est notamment connue pour son rôle d'Emma dans la série Plus belle la vie.

## Biographie
Pauline Bression, née le 2 novembre 1989 à Paris, effectue des études de droit à la faculté de la Sorbonne jusqu'à l'obtention d'un master 2 de droit.
Elle commence à prendre des cours de théâtre au Cours Florent avant de partir, en 2013, au Laboratoire de formation au Théâtre Physique. Elle participe à de nombreuses pièces de théâtre.
En 2014, elle rejoint le casting de Plus belle la vie, où elle joue le rôle d'Emma.
En juin 2023, elle épouse le comédien et chanteur Dan Menasche. Elle met au monde leur premier enfant en février 2024.

## Filmographie

### Télévision
- 2014-2022 : Plus belle la vie : Emma Rimez
- 2017 : Commissaire Magellan : Justine Vermont (épisode Pour ma fille)
- 2018 : Caïn réalisé par Bertrand Arthuys : Chloé (épisode L'Œuvre de Dieu, la part du diable)
- 2020 : Hortense réalisé par Thierry Binisti : Jeanne
- 2021 : L'oubliée d'Amboise (Meurtres à Amboise) de Sylvie Ayme : Bérénice Amarillo
- 2022 : Lame de fond de Bruno Garcia : Élise
- 2023 : Meurtres sur les Îles de Lérins d'Anne Fassio : Manon Castaldi
- 2023 : César Wagner de Gabriel Julien-Laferrière (épisode 8, « Un mariage, deux enterrements ») : Victoire Haas
- 2024-2025 : Plus belle la vie, encore plus belle : Emma Rimez
- 2025 : Les Ailes collées de Thierry Binisti : Ana

### Cinéma
- Je suis une Mazurka[6] (court-métrage pour le Nikon Festival)
- 2018 : MILF : Maya
- 2023 : Une histoire d'amour d'Alexis Michalik : Claire

### Clip
- Things de Harmonic Generator[7]

## Théâtre
- C'est pas gagné écrit et mis en scène par Patrick Chêne[8] : Marie
- Independence de Lee Blessing [9]: Sherry
- Chose étrange l'affaire d'amour
- Platonov mise en scène Benjamin Porée
- L'histoire givrée de Blanche-Neige de Macha Orlova et Jean-Luc Gérard[10]
- Lectures ouvertes de Christophe Colomb, la grande aventure[11]
- Jack et le Haricot magique[12]
- Une histoire d'amour d'Alexis Michalik
- Smile de Nicolas Nebot et Dan Menasche